# Leptodermis purdomii
Leptodermis purdomii är en måreväxtart som beskrevs av John Hutchinson. Leptodermis purdomii ingår i släktet Leptodermis och familjen måreväxter. Inga underarter finns listade i Catalogue of Life.